# Cooler Than Me
Cooler Than Me je píseň amerického elektropopového zpěváka Mike Posnera. Píseň pochází z jeho debutového alba 31 Minutes to Takeoff. Produkce se ujal producent Gigamesh.

## Hitparáda
| Země           | Umístění |
| -------------- | -------- |
| Austrálie      | 4        |
| Nový Zéland    | 3        |
| Kanada         | 5        |
| USA            | 6        |
| Evropa         | 13       |
| Velká Británie | 5        |
| Česko          | 30       |